# Pipreola
Pipreola är ett fågelsläkte i familjen kotingor inom ordningen tättingar. Släktet omfattar elva arter som förekommer i Sydamerika från Colombia till Bolivia:
- Grön fruktätare (P. riefferii)
- Bandstjärtad fruktätare (P. intermedia)
- Tvärstrimmig fruktätare (P. arcuata)
- Gulbröstad fruktätare (P. aureopectus)
- Orangebröstad fruktätare (P. jucunda)
- Svartbröstad fruktätare (P. lubomirskii)
- Maskfruktätare (P. pulchra)
- Rödbröstad fruktätare (P. frontalis)
- Flamfruktätare (P. chlorolepidota)
- Praktfruktätare (P. formosa)
- Tepuífruktätare (P. whitelyi)